# Antoine Bruni d'Entrecasteaux
Antoine Raymond Joseph de Bruni d'Entrecasteaux (ɑ̃twan ʁɛmɔ̃ ʒɔzɛf də bʁyni dɑ̃tʁəkasto; Aix-en-Provence, 8 novembre 1739 – 21 luglio 1793) è stato un ammiraglio ed esploratore francese.
È forse più conosciuto per la sua esplorazione della costa australiana nel 1792, alla ricerca della spedizione perduta di La Pérouse. Antoine Bruni d'Entrecasteaux viene spesso chiamato semplicemente Bruni d'Entrecasteaux o Bruny d'Entrecasteaux (derivato dal cognome del padre, Bruni, e dall'origine della famiglia Entrecasteaux).

## Gioventù

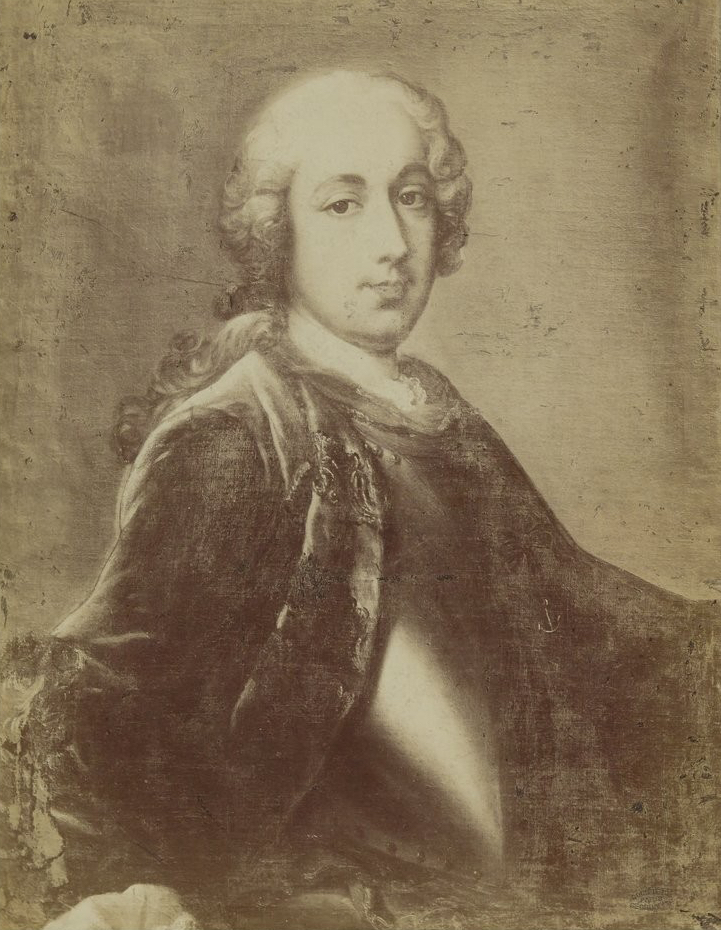
Bruni d'Entrecasteaux

Bruni d'Entrecasteaux nacque da Dorothée de Lestang-Parade e Jean Baptiste Bruny, a Aix-en-Provence nel 1739. Il padre era membro del parlamento di Provenza. Antoine Bruni d'Entrecasteaux fu istruito presso la scuola gesuita ed avrebbe dovuto diventare sacerdote della Compagnia di Gesù, ma il padre intervenne e lo arruolò nella marina francese nel 1754. Durante la conquista delle isole Baleari da parte della Spagna (che costò l'esecuzione dell'ammiraglio Byng), Bruni d'Entrecasteaux era imbarcato sulla Minerve, e nell'aprile 1757 fu nominato alfiere. La sua carriera militare in gioventù fu povera di eventi, e si sa solo che in questo periodo continuò a prestare servizio nella marina francese.
Per un certo periodo Bruni d'Entrecasteaux fu aiuto direttore dei porti e degli arsenali, dopodiché (1785) fu trasferito al comando di uno squadrone francese nelle Indie Orientali. Durante questo servizio aprì una nuova rotta verso Canton attraverso lo stretto della Sonda e le Molucche, da utilizzarsi durante la stagione dei monsoni sudorientali. Fu nominato governatore della colonia francese di Isle de France (oggi Mauritius).

## Esplorazioni
Nel settembre 1791 l'Assemblea Francese decise di inviare una spedizione alla ricerca di Jean-François de La Pérouse, di cui non si sapeva più nulla dopo che era partito da Botany Bay nel marzo 1788. Bruni d'Entrecasteaux su messo al comando della spedizione. Gli fu assegnata una fregata, la Recherche (500 tonnellate) con il tenente Jean-Louis d'Hesmity-d'Auribeau come secondo in comando e Rossel tra gli altri ufficiali. Una nave simile, la Espérance, fu guidata da Jean-Michel Huon de Kermadec con de Trobriand come secondo in comando. Un famoso ingegnere idrografico, Beautemps-Beaupré, fu l'idrografo della spedizione.
Quando la spedizione partì da Brest il 28 settembre 1791, Entrecasteaux fu promosso al grado di retroammiraglio. Il piano del viaggio prevedeva di procedere fino a Nuova Olanda (Australia), avvistare Capo Leeuwin e seguire la costa fino alla terra di Van Diemen (Tasmania), ispezionando ogni possibile porto con una barca a remi, per poi raggiungere le isole Friendly (Tonga) tramite il capo settentrionale della Nuova Zelanda permettendo così al biologo Félix Delahaye di raccogliere campioni dell'albero del pane da portare nelle Antille francesi. L'idea era di seguire la rotta prevista da Pérouse nel Pacifico. Si pensava che La Pérouse volesse esplorare la Nuova Caledonia e l'arcipelago Louisiade, per poi attraversare lo stretto di Torres ed esplorare il golfo di Carpentaria e la costa settentrionale della Nuova Olanda.
Quando Bruni d'Entrecasteaux raggiunse la baia della Tavola e Città del Capo, il 17 gennaio 1792, venne a sapere che il capitano John Hunter (futuro governatore del Nuovo Galles del Sud) aveva avvistato di recente al largo delle isole dell'Ammiragliato canoe guidate da nativi che indossavano uniformi e cinture francesi. Nonostante Hunter abbia negato queste voci, e nonostante i francesi abbiano saputo della sua smentita, Bruni d'Entrecasteaux decise di dirigersi subito alle isole dell'Ammiragliato, rifornendosi d'acqua e facendo riposare l'equipaggio nella terra di Van Diemen. Il 20 aprile 1792 fu avvistata la terra, e tre giorni dopo le navi si ancorarono in un porto che fu chiamato Recherche Bay. Nelle successive cinque settimane, fino al 28 maggio 1792, i francesi svolsero attente esplorazioni che permisero di ammirare in dettaglio la bellezza dei corsi d'acqua e delle foci della zona.
Bruni d'Entrecasteaux ebbe la fortuna di avere ottimi ufficiali e scienziati; il più importante di loro fu il primo idrografo della spedizione, C.F. Beautemps-Beaupré, oggi considerato il padre dell'idrografia francese moderna. Il lavoro di questo ufficiale fu eccellente e le sue mappe, quando furono pubblicate in Francia col titolo di Atlas du Voyage de Bruny-Dentrecasteaux (1807) si dimostrarono molto dettagliate. L'atlante contiene 39 mappe, di cui quelle della terra di Van Diemen furono le più precise, e che rimasero la fonte delle mappe inglesi per molti anni.
Beautemps-Beaupré, mentre sorvegliava la costa con il tenente Crétin, scoprì che Adventure Bay, scoperta da Tobias Furneaux nel 1773, si trovava su un'isola separata dalla terra tramite un sottile canale navigabile. Il 16 maggio d'Entrecasteaux iniziò a navigare nel canale, completando l'operazione il 28. Port Esperance, il fiume Huon ed altri posti furono scoperti, battezzati e mappati dalla spedizione. Il nome dell'ammiraglio fu dato al canale (canale D'Entrecasteaux) e ad una grande isola (Bruny Island).
Il 28 maggio 1792 le navi salparono nel Pacifico alla ricerca di La Pérouse. Il 17 giugno giunsero al largo dell'isola dei Pini, a sud della Nuova Caledonia. Da qui d'Entrecasteaux si diresse a nord lungo la costa occidentale della Nuova Caledonia. Le barriere Bruni d'Entrecasteaux all'estremità nordoccidentale della barriera corallina della Nuova Caledonia prendono il suo nome. Oltrepassò le isole Salomone lungo le coste meridionale e occidentale, attraversò il canale di San Giorgio tra Nuova Irlanda e Nuova Britannia ed il 28 luglio avvistarono la costa sudorientale delle isole dell'Ammiragliato. Dopo tre giorni passati ad esplorare la costa orientale e settentrionale, Bruni d'Entrecasteaux decise che le voci sentite a Table Bay dovevano essere false, per cui ripartì verso Ambon dove le sue navi si rifornirono.
Partendo da Amboina il 14 ottobre, Bruni d'Entrecasteaux si diresse a Capo Leeuwin per rispettare le istruzioni originali di cercare La Pérouse in Nuova Olanda meridionale. Il 6 dicembre fu avvistata la terra nei pressi di Capo Leeuwin, e fu chiamato D'Entrecasteaux Point. L'evento fu celebrato con una festa, col risultato che uno dei fabbri imbarcati sulla Recherche, Jean-Marie Marhadour esagerò e morì il giorno dopo per un colpo apoplettico. Il tempo era burrascoso, e le navi non riuscirono a trovare la baia di King George III Sound, originariamente scoperta da Vancouver. Quando ripartirono verso est, penetrarono tra numerose isole e secche pericolose, cui diedero il nome di D'Entrecasteaux Islands, poi rinominate in arcipelago Recherche.
Mentre i francesi si trovavano ancora in questa zona pericolosa, il 12 dicembre una violenta tempesta li colpì ed entrambe le navi naufragarono. Per fortuna riuscirono ad ancorarsi ed a superare la tempesta. Sbarcarono sulla terraferma, cui fu dato il nome di Legrand che aveva avvistato il punto di ancoraggio, e della nave su cui stava, la Espérance. Beautemps-Beaupré effettuò una veloce esplorazione delle isole dell'arcipelago. Non trovarono acqua fresca, ed il 18 dicembre le navi proseguirono verso est diretti alla Grande Baia Australiana, ma qui la costa si rivelò ancora più arida e l'acqua ancora più scarsa.
Il 4 gennaio 1793 Bruni d'Entrecasteaux fu obbligato a lasciare la costa partendo da Bruni d'Entrecasteaux Reef e salpando diretto alla terra di Van Diemen. La scelta si rivelò sfortunata, perché continuando l'esplorazione della costa meridionale della Nuova Olanda avrebbe fatto tutte le scoperte geografiche che invece furono appannaggio di Bass e Flinders pochi anni dopo.
Le navi si ancorarono nella baia della Ricerca il 22 gennaio, rimanendovi per cinque settimane, rifornendo d'acqua le navi, facendo riposare l'equipaggio e ed esplorando la zona sia dal punto di vista geografico che da quello della storia naturale. Beautemps-Beaupré, con altri ufficiali, esplorò l'estensione settentrionale della Storm Bay. L'estensione occidentale si rivelò essere la foce di un fiume che prese il nome di Rivière du Nord, poi rinominato in fiume Derwent pochi mesi dopo dal successivo visitatore, il capitano John Hayes con la Duke of Clarence e la Duchess.
Il 28 febbraio d'Entrecasteaux partì dalla terra di Van Diemen verso le isole Friendly, avvistando la Nuova Zelanda e le isole Kermadec durante il viaggio. Alle isole Friendly scoprì che i nativi si ricordavano di Cook e Bligh, ma che non conoscevano La Pérouse. Ripartì verso la Nuova Caledonia, dove si ancorò a Balade. LA vana ricerca di La Pérouse fu ripresa a Santa Cruz, per poi costeggiare a sud le isole Salomone, la parte settentrionale dell'arcipelago Louisiade, lo stretto di Dampier, la costa settentrionale della Nuova Britannia e la costa meridionale delle isole dell'Ammiragliato, per poi tornare a nord in Nuova Guinea e nelle Molucche.
In questo periodo gli affari della spedizione erano ormai disperati, soprattutto a causa del fatto che gli ufficiali erano ardenti realisti e l'equipaggio era formato da convinti rivoluzionari. Kermadec era morto di tisi nel porto di Balade, ed il 21 luglio 1793 lo stesso d'Entrecasteaux morì di scorbuto al largo delle isole Hermit.
I comandi furono riassegnati, con Auribeau che si prese carico della spedizione e Rossel al posto di Kermadec. Il nuovo capo portò le navi a Surabaya. Qui seppe che in Francia era stata proclamata la repubblica ed il 18 febbraio 1794 Auribeau consegnò i vascelli alle autorità olandesi in modo che il nuovo governo francese non potesse utilizzarli. Auribeau morì un mese dopo e Rossel salpò da Giava nel gennaio 1795 a bordo di una nave olandese, giungendo nella baia della Tavola nell'aprile del 1795. Di qui la nave salpò inaspettatamente con le carte della spedizione, lasciandolo indietro, ma il vascello fu catturato dagli inglesi. Rossel ottenne un passaggio su uno sloop-of-war, ma anche questo cadde in mano agli inglesi. Dopo la firma del trattato di Amiens nel 1802, tutte le carte della spedizione furono restituite a Rossel, il quale fu quindi in grado di pubblicare un racconto sull'intera esperienza.

## Retaggio
La spedizione diede il nome ai seguenti luoghi:
- Australia Occidentale
  - Point D'Entrecasteaux 34°50′S 116°00′E
  - D'Entrecasteaux National Park 34°36′S 115°56′E
- Australia Meridionale
  - D'Entrecasteaux Reef 31°58′S 131°55′E
- Tasmania
  - Bruny Island 43°22′S 147°17′E
  - Canale D'Entrecasteaux 43°15′S 147°15′E
  - D'Entrecasteaux Monument Historic Site 43°16′S 147°14′E
  - Fiume D'Entrecasteaux 43°28′S 146°50′E
  - D'Entrecasteaux Watering Place Historic Site 43°34′S 146°53′E